# 国立病院機構青森病院
独立行政法人国立病院機構青森病院（どくりつぎょうせいほうじんこくりつびょういんきこうあおもりびょういん）は、青森県青森市にある医療機関。独立行政法人国立病院機構が運営する病院である。

## 概要
旧国立療養所青森病院。政策医療分野における神経・筋疾患、成育医療、呼吸器疾患、重症心身障害の専門医療施設である。児童福祉法に基づく、医療型障害児入所施設（重症心身障害に対応）に指定されている。この関係もあり、病院の南側に青森県立浪岡養護学校が隣接している。

## 沿革
- 2002年12月1日 - 国立療養所岩木病院と国立療養所青森病院を岩木病院の地で統合し、国立療養所青森病院が発足。
- 2004年4月1日 - 独立行政法人国立病院機構発足に伴い、現名称に変更。

## 診療科
- 内科
- 精神科（児童精神科）
- 神経内科
- 呼吸器科
- 小児科
- 外科
- 整形外科
- 皮膚科
- 泌尿器科
- 眼科
- 耳鼻咽喉科
- リハビリテーション科
- 麻酔科
- 歯科口腔外科
- 脳神経外科
- 放射線科

## 医療機関の指定等
- 保険医療機関
- 労災保険指定医療機関
- 指定自立支援医療機関（精神通院医療）
- 身体障害者福祉法指定医の配置されている医療機関
- 生活保護法指定医療機関
- 結核指定医療機関
- 戦傷病者特別援護法指定医療機関
- 公害医療機関
- 児童福祉法に基づく医療型障害児入所施設

## 交通アクセス
- JR東日本奥羽本線浪岡駅より弘南バス黒石 – 浪岡 – 高野線 (本郷経由)、青森市市バス浪岡線(大釈迦経由)で国立青森病院前下車。
- 浪岡駅より徒歩約20分。